# 太平洋羅布角鮟鱇
太平洋羅布角鮟鱇，是輻鰭魚綱鮟鱇目棘茄魚亞目長鰭鮟鱇科的其中一種，為深海魚類，分布於中西太平洋海域，棲息深度1000-1500公尺，生活習性不明，無任何經濟價值。